# Área metropolitana de Pocatello
El área metropolitana de Pocatello , denominada como Área Estadística Metropolitana de Pocatello, ID MSA  por la Oficina de Administración y Presupuesto, es un Área Estadística Metropolitana centrada en la ciudad Pocatello, estado de Idaho, en Estados Unidos.  El área metropolitana tiene una población de 90.656 habitantes según el Censo de 2010, convirtiéndola en la 355.º área metropolitana más poblada del país.

## Composición
Los 2 condados del área metropolitana, junto con su población según los resultados del censo 2010:
- Bannock– 82.839 habitantes
- Power– 7.817 habitantes

## Comunidades
| - Lugares con más de 50.000 habitantes - Pocatello (ciudad principal) - Lugares con 1.000 a 10.000 habitantes - American Falls - Chubbuck - Fort Hall | - Lugares con 500 a 1.000 habitantes - Downey - Inkom - Lava Hot Springs - McCammon - Lugares con menos de 500 habitantes - Arimo - Arbon Valley (lugar designado por el censo) - Rockland |